# Bola de Prata de 2008
A Bola de Prata de 2008 refere-se à premiação dos melhores jogadores do Campeonato Brasileiro de Futebol de 2008 - Série A, eleitos por um grupo de jornalistas da Revista Placar e do canal ESPN Brasil.
A cerimônia de entrega ocorreu no dia 8 de dezembro de 2008, e prêmiou jogadores nas seguintes categorias:
- Bola de Ouro: Premiação ao melhor jogador do campeonato.
- Bola de Prata: Premiação aos melhores jogadores de cada posição.
- Bola de Prata de Artilheiro: Ao(s) artilheiro(s) da competição.
- Chuteira de Ouro: Ao maior artilheiro de toda a temporada (equivalente ao Prêmio Arthur Friendereich oferecido pela TV Globo).

Veja abaixo os jogadores vencedores de cada uma delas:

## Vencedores

### Bola de Ouro
| 1 | Rogerio Ceni | G | São Paulo | 6,21 | 35 |
| 2 | André Dias   | Z | São Paulo | 6,20 | 32 |
| 3 | Victor       | G | Grêmio    | 6,18 | 38 |
| 4 | Ramires      | V | Cruzeiro  | 6,16 | 25 |
| 5 | Fábio        | G | Cruzeiro  | 6,15 | 38 |

### Bola de Prata
Goleiro
| 1 | Rogério Ceni | São Paulo           | 6,21 | 35 |
| 2 | Victor       | Grêmio              | 6,18 | 38 |
| 3 | Fábio        | Cruzeiro            | 6,15 | 38 |
| 4 | Galatto      | Atlético Paranaense | 6,06 | 31 |
| 5 | Marcos       | Palmeiras           | 6,05 | 37 |

Lateral Direito
| 1 | Vítor      | Goiás               | 5,93 | 36 |
| 2 | Léo Moura  | Flamengo            | 5,87 | 35 |
| 3 | Ruy        | Náutico             | 5,78 | 27 |
| 4 | Nei        | Atlético Paranaense | 5,76 | 17 |
| 5 | Thiaguinho | Botafogo            | 5,60 | 24 |

Zagueiro
| 1 | André Dias    | São Paulo  | 6,20 | 32 |
| 2 | Miranda       | São Paulo  | 6,07 | 23 |
| 3 | Thiago Silva  | Fluminense | 5,95 | 20 |
| 4 | Réver         | Grêmio     | 5,93 | 35 |
| 5 | Fábio Luciano | Flamengo   | 5,88 | 32 |

Lateral Esquerdo
| 1 | Juan         | Flamengo  | 6,12 | 33 |
| 2 | Jadilson     | Cruzeiro  | 5,79 | 21 |
| 3 | Jorge Wagner | São Paulo | 5,76 | 36 |
| 4 | Leandro      | Palmeiras | 5,71 | 34 |
| 5 | Ricardinho   | Coritiba  | 5,68 | 36 |

Volante
| 1 | Ramires  | Cruzeiro      | 6,16 | 25 |
| 2 | Hernanes | São Paulo     | 6,13 | 24 |
| 3 | Guiñazú  | Internacional | 6,04 | 27 |
| 4 | Fabrício | Cruzeiro      | 5,94 | 25 |
| 5 | Zé Luís  | São Paulo     | 5,93 | 29 |

Meia
| 1 | Tcheco       | Grêmio        | 6,06 | 25 |
| 2 | Wagner       | Cruzeiro      | 6,04 | 28 |
| 3 | Alex         | Internacional | 6,02 | 23 |
| 4 | Edno         | Portuguesa    | 6,00 | 36 |
| 5 | Lúcio Flávio | Botafogo      | 5,99 | 34 |

Atacante
| 1 | Borges    | São Paulo     | 6,13 | 27 |
| - | Nilmar    | Internacional | 6,13 | 27 |
| 3 | Keirrison | Coritiba      | 6,08 | 31 |
| 4 | Kléber    | Palmeiras     | 6,08 | 30 |
| 5 | Dagoberto | São Paulo     | 6,05 | 28 |

### Bola de Prata de Artilheiro
| 1 | Keirrison      | Coritiba   | 21 | 31 |
| - | Kléber Pereira | Santos     | 21 | 35 |
| - | Washington     | Fluminense | 21 | 38 |
| 4 | Alex Mineiro   | Palmeiras  | 19 | 35 |
| 5 | Guilherme      | Cruzeiro   | 18 | 31 |

### Chuteira de Ouro
| 1 | Keirrison       | Coritiba            | 41 |
| 2 | Kléber Pereira  | Santos              | 40 |
| 3 | Túlio Maravilha | Vila Nova           | 38 |
| 4 | Alex Mineiro    | Palmeiras           | 37 |
| 5 | Marcão          | Atlético Goianiense | 36 |
| - | Washington      | Fluminense          | 36 |